# Michel Cals
 (mai 2025).
Motif : Notoriété à démontrer par des sources externes centrées sur le sujet de l'article
- Archive Wikiwix
- Bing
- Cairn
- DuckDuckGo
- E. Universalis
- Gallica
- Google
- G. Books
- G. News
- G. Scholar
- Persée
- Qwant
- (zh) Baidu
- (ru) Yandex
- (wd) trouver des œuvres sur Wikidata

| 1. | Préciser le motif de la pose du bandeau. | Précisez le motif de la pose du bandeau en utilisant la syntaxe suivante : {{admissibilité à vérifier\|date=mai 2025\|motif=remplacez ce texte par le motif}}                    |
| 2. | Informer les utilisateurs concernés.     | Pensez à avertir le créateur de l'article, par exemple, en insérant le code ci-dessous sur sa page de discussion : {{subst:avertissement admissibilité à vérifier\|Michel Cals}} |

Michel Cals, né le 11 février 1951 à Castres, est un écrivain et un poète français.

## Biographie
Né en 1951 à Castres (Tarn), écrivain, scénariste, conférencier. Il est issu d'une vieille famille enracinée dans les terres du Sidobre, en Haut-Languedoc. Agrégé de Lettres, titulaire d'un master en Sciences de l'information et de la communication, il enseigne au Maroc, aux Comores et à l'île de La Réunion avant de se fixer à Nice où il a été en poste à l'Université, jusqu'en 2016. En parallèle il a été chargé de cours à l'E.D.J. l'école de journalisme de Nice. 
Depuis plusieurs années, il mène un travail de recherches et d'enquêtes de terrain sur l'accueil et le sauvetage des Juifs, à Vabre  et dans la vallée du Gijou, recherches  qui ont contribué à faire entrer, ce village, dont il est originaire, dans le réseau Villes et Villages des Justes de France de Yad Vashem. Son dernier travail d'enquête a consisté à faire obtenir,  la Médaille des Justes,  au brigadier Hubert Landes  qui commanda la brigade de gendarmerie de Vabre durant l'Occupation.  (Elevé au rang des Justes Parmi les Nations de Yad Vashem, le 19 novembre 2019).  
Avec le plasticien Jomy Cuadrado, organisateur de la manifestation Inoubliable Vallée des Justes, parcours artistique, pédagogique et mémoriel le long de la vallée du Gijou, entre Vabre et Lacaune,  du 24 juin au 30 août 2022. 
Printemps 2024 : Avec la Compagnie Aspi'Rêves et le soutien du PETR des Hautes Terres d'Oc, mise en scène de LA PIECE (adaptation  du texte Deux pièces brèves sur des histoires de l'Histoire au temps de l'Occupation, Michel Cals, éditions Théolib.Liber) 
Eté 2024 : Dans le cadre des commémorations des 80 ans de la Libération, organisation de l'exposition L'Armée des Ombres, avec le plasticien Jomy Cuadrado ( Vabre/ Viane/ Lasfaillades) 
Conférencier, il  est scénariste et  coauteur d'un film documentaire La Vallée des Justes, (Société de production CRESTAR) diffusé sur la Chaîne Toute l'Histoire à l'automne 2019. 
Depuis 2017, il est le Président de la Société des Amis du Pays Vabrais (S.A.P.V.), Association culturelle qui s'attache à valoriser le patrimoine naturel et architectural du massif du Sidobre et du Haut-Languedoc,  ainsi qu'à promouvoir la culture et les arts vivants. Récompensée et distinguée  par plusieurs prix (Tremplins du journal La Dépêche, du Crédit Agricole Midi-Pyrénées entre autres) la S.A.P.V, décerne tous les deux ans le Prix André Armengaud (en hommage à l' historien originaire du village, professeur à l'Université de Toulouse, et auteur de la monumentale Histoire d'Occitanie, en collaboration avec Robert Lafont).
Nouvelliste, romancier, poète, il est l'auteur d'une quinzaine d'ouvrages publiés chez divers éditeurs. 

## Publications
- Les Marquises (recueil de nouvelles préfacé par Marie-Claire Blais), éditions de l'Âge d'Homme, 1989  (Prix Prométhée)
- Le Bestiaire des songes (poèmes illustrés par Ann Marie Valencia), éditions UDIR, Saint Denis de la Réunion, 1991
- Le Glaive et la colombe, roman, éditions Loubatières, 1997
- La Porte des sables, roman, éditions Loubatières, 2008
- Le Petit Paresseux, une enfance dans le Midi, éditions Loubatières, 2010
- Treize nouvelles et une rêverie, éditions De Suffren, Nice, 2012
- Le Glaive et la Colombe 2014,  nouvelle éd. augmentée
- La carte du tendre, roman, Jean Marc Savary, Liber Mirabilis, 2016
- Le Comte rouge, roman, Jean Marc Savary, Liber Mirabilis, 2017
- La Cour des Grands, roman, Jean-Marc Savary, Liber Mirabilis, 2019
- Vabre, Village des Justes,  Un Autre Reg'Art éditions, 2019
- Creuser le silence, poèmes, Jean-Marc Savary, 2020
- Enoch, le livre du voyage, roman. Jean Marc Savary, Liber Mirabilis, 2021
- La route blanche, roman, Un Autre Reg'Art éditions, 2022
- Deux pièces brèves sur des histoires de l'Histoire au temps de l'Occupation,  édition THEOLIB*LIBER 2023
- La cloche du Bahut, Un Autre Reg'Art éditions, octobre 2024

## Communication et Articles
- Gravir, poème, Revue Grand Océan, n°1, Lémuria, Saint Denis de la Réunion, premier trimestre 1991
- L'escadre blanche, nouvelle, Revue Grand Océan, Lémuria, Saint Denis de la Réunion, premier trimestre 1991
- Rimbaud l'insurgé,  revue Grand Océan, n° 3 Emeutes, Rotaka,  Saint Denis de la Réunion, 1992
- Arbre, poème, hommage à Max Rouquette,  collectif, Climats éditeur, septembre 1993
- Le rouge du vertige / Lo roge del vertige, sur Nicolas de Staël (texte bilingue français-occitan) in Colors, collectif du lycée de la Camargue, Nîmes, 1996
- Usage et construction du sens : pour une approche heuristique de l'hypertexte, Actes du Colloque CNRIUT Nice 2004 , Tome 2, Sciences Humaines et Sociales, Nice, 6 et 7 mai  2004.
- Les ateliers d'écriture en réseau, Revue Formules, Littérature numérique et caetera, Noesis/  juin 2006
- Ce que dit le doigt de l'ange, in Communication, Organisation, Symboles, MEI (Médiation et Information, Revue internationale de communication) n°29, L'Harmattan, 2008
- L'autre nom de l'aventure, in Le livre invisible, 50 auteurs et témoins racontent l'Atelier Imaginaire, Le Castor Astral, octobre 2017
- Le grimpeur, poème , in Livres en vie, 36 tableaux de Jean-Marc Godès, 30e Journées magiques, Lourdes, Octobre 2017
- Qui d'autre que moi ? in Le Livre de l'Autre, 30 écrivains racontent le rôle de l'autre dans la naissance de leur œuvre, L'Atelier Imaginaire, Le Castor Astral, novembre 2019
- Catholiques et protestants de Vabre : le rôle des Eglises dans l'accueil et le sauvetage des Juifs durant l'Occupation, in Les rapports entre les religions, dans le Midi, des origines à nos jours.  Sous la direction d'Aimé Balssa, Jean Faury, Jean Le Pottier, Bertrand de Vivès. Actes du 63ème congrès de la Fédération historique Midi-Pyrénées, Castres, 2017, dépôt légal, 3ème trimestre 2019.
- Vabre Village Refuge, Village Sauveur, in revue  ENSEMBLE, Novembre 2024, n°396
- Préface et article sur Albert Emile Cals, engagé dans la marine, mort pour la France, in Cahier de Rieumontagné, Jean Louis Azaïs, Les Poilus de Vabre, morts pour la France, Octobre 2024
- Amor de lonh, poème, in Revue du Tarn,  p.144, mars 2025, n° 277

## Distinctions
- Prix Prométhée de la Nouvelle, 1989, pour Les Marquises, éditions de l'Âge d'Homme.
- Prix de l'Encrier renversé, 1993, pour la nouvelle Loin des Sirènes
- Prix de poésie Pierre Massé de l'Académie des Jeux Floraux, Toulouse, 2022 pour le recueil Creuser le silence.
- Prix du roman historique pour La route blanche, Castres s'enlivre, les Encrés tarnais, 20 octobre 2024
- Chevalier dans l'Ordre des Palmes académiques, par décret  ministériel du 7 février 2025